# Bob Moore (animateur)
Pour les articles homonymes, voir Bob Moore et Moore.
Bob Moore (21 avril 1920, Los Angeles, 20 novembre 2001)  était un animateur et artiste publicitaire ayant travaillé pour les studios Disney.

## Biographie
Robert Moore est le fils d'un violoniste de l' Orchestre philharmonique de Los Angeles, qui avec son orchestre a enregistrée plusieurs musiques des courts métrages de Disney. Après avoir brièvement étudié au Chouinard Art Institute il est engagé par Walter Lantz Productions.
Il débute comme animateur aux Studios Disney en 1940, et devient l'assistant de Walt Kelly. Il participe à Fantasia (1940) et Dumbo (1941) et est crédité sur Mélodie Cocktail (1948). Il passe ensuite au service des scenarios et aide à concevoir des gags pour Le Dragon récalcitrant (1941) et Les Trois Caballeros (1941). Durant la Seconde Guerre mondiale il travaille sur les courts métrages militaires.
En 1947 et 1948, il aide Lev Gleason sur des comics. Fin 1948, il rejoint le département de la publicité sous la supervision d'Hank Porter. Il y réalise des affiches publicitaires et autres supports promotionnels.
En 1951, Bob Moore est nommé directeur du département de la publicité, alors composé d'une seule personne. De 1950 à 1952, il dessine aussi des comics pour Dell Western puis des Little Golden Books jusqu'en 1953. Il quitte les studios Disney en 1983,.
Durant 30 ans, il développe des concepts artistiques pour les supports promotionnels des films puis des parcs Disney réalisant de nombreuses affiches, cartes de Noël, logos et autres en-têtes pour le courrier. Il était l'un des rares dessinateurs autorisés à signer des œuvres au nom de Walt Disney. Parmi ses travaux célèbres on peut noter :
- le timbre de 1968, créé avec Paul Wenzel
- le personnage de Sam, pour les Jeux olympiques d'été de 1984 à Los Angeles
- Plusieurs fresques pour trois écoles nommées Walt Disney
  - Tullytown, Pennsylvanie
  - Marceline, Missouri
  - Anaheim, Californie.

Il est nommé Disney Legends en 1996.
Il décède le 20 novembre 2001 à Koloa, Hawaii (en).